# إقبالية (نظر أباد)
إقبالية هي قرية في مقاطعة نظر أباد، إيران. يقدر عدد سكانها بـ 575 نسمة بحسب إحصاء 2016.